# Bosque termófilo
El bosque termófilo o bosque termófilo canario es una formación vegetal común en las Islas Canarias, emparentado con el bosque mediterráneo. Suele ocupar la franja entre 200 y 600 metros de altitud, encontrándose entre la zona de matorral xerofítico o piso basal y la zona forestal propiamente dicha: monteverde en las zonas más húmedas y pinar en las más secas. El clima suele ser de tipo mediterráneo suave, con precipitaciones que suelen estar entre los 250 y 450mm anuales, y temperaturas medias anuales entre 15 y 19 °C. Su composición suele ser de bosquetes, matorrales densos y sotobosque con gran diversidad de especies. Predominan las especies perennifolias y esclerófilas. Esta formación vegetal está amenazada por la pérdida de hábitat, al coincidir su ubicación con las zonas más densamente pobladas.

## Área de distribución
La distribución depende del clima, por lo que las zonas de matorrales xerofíticos costeros (como tabaibal-cardonal) dan paso al bosque termófilo a altitudes de entre 0 y 200 metros mayormente. En las zonas más húmedas de las islas, generalmente a barlovento, es sucedido por el monteverde o laurisilva hacia los 500 metros de altitud. En las zonas más secas, a sotavento, suele comenzar a 300-500 metros y dar paso al pinar hacia 700-900m sobre el nivel del mar.

## Tipos de bosque y especies vegetales
En la siguiente tabla se nombran algunos de los elementos más importantes que participan en las formaciones de bosque termófilo:
| Nombre científico                    | Nombre común          | Distribución mundial  | Distribución en Canarias                                                                          | Porte             | Imagen |
| ------------------------------------ | --------------------- | --------------------- | ------------------------------------------------------------------------------------------------- | ----------------- | ------ |
| Anagyris latifolia                   | Oro de risco          | Endemismo canario     | Gran Canaria, Tenerife, La Gomera y La Palma                                                      | Arbusto           |        |
| Argyranthemum foeniculaceum          |                       | Endemismo canario     | Tenerife                                                                                          | Arbusto           |        |
| Asparagus scoparius                  | Esparraguera          | Endemismo macaronesio | Todas las islas menos Lanzarote                                                                   | Arbusto           |        |
| Bosea yervamora                      | Hediondo              | Endemismo canario     | Todas las islas menos Lanzarote                                                                   | Arbusto           |        |
| Bupleurum salicifolium               | Anís silvestre        | Endemismo macaronesio | Todas las islas menos Lanzarote y Fuerteventura                                                   | Arbusto           |        |
| Carlina salicifolia                  | Malpica               | Endemismo macaronesio | Todas las islas menos La Palma                                                                    | Arbusto           |        |
| Convolvulus floridus                 | Guaydil               | Endemismo canario     | Todas las islas                                                                                   | Arbusto           |        |
| Dracaena draco                       | Drago                 | África y Macaronesia  | Gran Canaria y Tenerife, se considera introducido en El Hierro, La Gomera y posiblemente La Palma | Árbol             |        |
| Dracaena tamaranae                   | Drago de Gran Canaria | Endemismo canario     | Gran Canaria                                                                                      | Árbol             |        |
| Echium aculeatum                     | Ajinajo               | Endemismo canario     | Tenerife, La Palma, La Gomera y El Hierro                                                         | Arbusto           |        |
| Echium strictum                      | Tajinaste             | Endemismo canario     | Todas las islas menos Lanzarote y Fuerteventura                                                   | Arbusto           |        |
| Ephedra fragilis                     | Escobón               | Mediterráneo          | Todas las islas menos Fuerteventura                                                               | Arbusto retamoide |        |
| Euphorbia atropurpurea               | Tababiba majorera     | Endemismo canario     | Tenerife                                                                                          | Arbusto           |        |
| Globularia salicina                  | Lengua de pájaro      | Endemismo macaronesio | Todas las islas menos Lanzarote y Fuerteventura                                                   | Arbusto           |        |
| Heberdenia excelsa                   | Saquitero             | Endemismo macaronesio | Todas las islas menos Lanzarote                                                                   | Árbol             |        |
| Hypericum canariense                 | Granadillo            | Endemismo macaronesio | Todas las islas                                                                                   | Arbusto           |        |
| Hypericum reflexum                   | Cruzadilla            | Endemismo canario     | Todas las islas menos Lanzarote y Fuerteventura                                                   | Arbusto           |        |
| Jasminum odoratissimum               | Jazmín silvestre      | Endemismo macaronesio | Todas las islas menos Lanzarote                                                                   | Arbusto           |        |
| Juniperus turbinata ssp. canariensis | Sabina                | Endemismo macarinesio | Todas las islas menos Lanzarote y Fuerteventura                                                   | Árbol             |        |
| Lavatera acerifolia                  | Malva de risco        | Endemismo Canario     | Todas las islas menos el Hierro                                                                   | Arbusto           |        |
| Lavatera phoenicea                   | Malva de risco        | Endemismo canario     | Tenerife                                                                                          | Arbusto           |        |
| Marcetella moquiniana                | Palo de sangre        | Endemismo canario     | Gran Canaria, Tenerife y La Gomera                                                                | Arbusto           |        |
| Maytenus canariensis                 | Peralillo             | Endemismo canario     | Todas las islas menos Lanzarote                                                                   | Árbol             |        |
| Maytenus senegalensis                | Peralillo africano    | África y Mediterráneo | Lanzarote y Ferteventura                                                                          | Árbol             |        |
| Olea cerasiformis                    | Acebuche              | Endemismo canario     | Todas las islas                                                                                   | Árbol             |        |
| Osyris lanceolata                    | Bayón                 | Mediterráneo          | Tenerife, Gran Canaria y La Palma                                                                 | Arbusto           |        |
| Paronychia canariensis               | Nevadilla             | Endemismo canario     | Gran Canaria, Tenerife, La Palma, La Gomera y El Hierro                                           | Arbusto           |        |
| Pericallis echinata                  | Bugayón               | Endemismo canario     | Tenerife                                                                                          | Herbácea          |        |
| Phillyrea angustifolia               | Olivillo              | Mediterráneo          | Lanzarote, Fuerteventura y Gran Canaria                                                           | Arbusto           |        |
| Phoenix canariensis                  | Palmera canaria       | Endemismo canario     | Todas las islas                                                                                   | Árbol             |        |
| Phyllis viscosa                      | Capitana pegajosa     | Endemismo canario     | Tenerife, La gomera y El Hierro                                                                   | Herbácea          |        |
| Pistacia atlantica                   | Almácigo              | Mediterráneo          | Todas las islas menos Lanzarote y El Hierro                                                       | Árbol             |        |
| Pistacia lentiscus                   | Lentisco              | Mediterráneo          | Todas las islas menos La Palma y El Hierro                                                        | Arbusto           |        |
| Retama rhodorhizoides                | Retama blanca         | Endemismo canario     | Todas las islas menos Lanzarote                                                                   | Árbol             |        |
| Rhamnus crenulata                    | Espino negro          | Endemismo canario     | Todas las islas                                                                                   | Arbusto           |        |
| Rhamnus integrifolia                 | Moralito              | Endemismo canario     | Tenerife                                                                                          | Arbusto           |        |
| Ruta pinnata                         | Ruda salvaje          | Endemismo canario     | Tenerife, La Palma                                                                                | Arbusto           |        |
| Sideroxylon canariense               | Marmolán              | Endemismo canario     | Todas las islas menos Lanzarote                                                                   | Árbol             |        |
| Spartocytisus filipes                | Escobón               | Endemismo canario     | Tenerife, La Palma, La Gomera y El Hierro                                                         | Arbusto retamoide |        |
| Teucrium heterophylum                | Jócamo                | Endemismo macaronesio | Todas las islas menos Lanzarote y Fuerteventura                                                   | Arbusto           |        |
| Todaroa aurea                        | Zanahoria amarilla    | Endemismo canario     | Todas las islas menos Lanzarote y Fuerteventura                                                   | Herbácea          |        |
| Visnea mocanera                      | Mocán                 | Endemismo macaronesio | Todas las islas menos Lanzarote                                                                   | Árbol             |        |

Los bosques termófilos suelen denominarse según la especie dominante:
- acebuchales, por el acebuche, Olea cerasiformis
- almacigares, por el almácigo, Pistacia atlantica
- dragonales, dominados por Dracaena draco ssp. draco y Dracaena tamaranae, hoy mayormente desaparecidos como formaciones
- lentiscales, por el lentisco, Pistacia lentiscus
- palmerales, por la palmera canaria, Phoenix canariensis
- retamares, por la retama blanca, Retama rhodorhizoides
- sabinares, con predominio de la sabina, Juniperus turbinata ssp. canariensis

Los sabinares y palmerales han sido declarados como hábitats de interés prioritario por la Unión Europea, mientras que los acebuchales-almacigares-lentiscales se consideran - de forma conjunta- como hábitat de interés comunitario.

## Zonas de distribución
Alrededor de 14000 hectáreas que se conservan de bosque termófilo canario representan probablemente un 17% de la superficie que podrían haber ocupado. A pesar de su degradación son importantes por las especies únicas que albergan.
- La isla de El Hierro tiene hoy unas 1190 hectáreas de bosque termófilo. Destacan los sabinares de La Dehesa, El Julan y Las Playas. Dos pequeños fragmentos de retamar sobreviven en Tibataje y Timijiraque.
- En La Gomera destacan los abundantes palmerales, con una superficie de 1440 hectáreas. Dos grandes fragmentos de sabinar, unas 2820 hectáreas, se ubican al norte de la isla. Unas 400 hectáreas de retamar sobreviven al oeste.
- La isla de La Palma, por el contrario, es escasa en palmerales -con solo 20 hectáreas- y sabinares -unas 56 hectáreas- pero tienen abundancia de retamares, con más 2500 hectáreas. El dragonal de Las Tricias, Garafía, es la única muestra superviviente de esta formación.
- Tenerife conserva sabinares muy fragmentados -440 hectáreas en total-, unas 45 hectáreas de almacigares bastante degradados en el sur de la isla, algunos palmerales fragmentarios y unas 1600 hectáreas de retamares en la vertiente oeste del macizo de Teno.
- Gran Canaria cuenta con entre 1500 y 2500 hectáreas de acebuchal-lentiscal y algunos fragmentos de almacigares, que con unas 20 hectáreas son los mayores de las islas. Los palmerales ocupan, sin embargo, más de 1200 hectáreas. También existen sabinas aisladas, que no se sabe si formaron sabinares en el pasado, o si eran parte de un bosque termófilo mixto. También existen fragmentos de ratamares blancos en el barranco de los Cernícalos y en la Caldera de Bandama.
- En Fuerteventura los bosques termófilos habrían ocupado la mayor parte de la superficie arbolada antes de la llegada de los humanos. Por los restos que han quedado se cree que se trataría mayormente de acebuchales. Los palmerales, sin embargo, se habrían desarrollado más tras la llegada de los humanos, al desaparecer otras formaciones.
- La isla de Lanzarote conserva apenas unas 3,5 hectáreas de acebuchal, apenas un 0,2% de lo que podría haber llegado a albergar. Los palemerales son mayormente fruto de su cultivo por los habitantes de la isla.